# 龍兄虎弟 (1987年電影)
《龙兄虎弟》（英語：Armour of God）是1987年1月21日在英属香港上映的动作冒险喜劇片，由成龙、谭咏麟、关之琳和劳拉·福纳主演，主題曲為〈暴風女神 Lorelei〉。

## 剧情
基督教《圣经》中记载上帝曾利用五件“上帝武装”打败邪魔，但而后来散失在世界各地。伯爵得到了其中的三件，而邪魔的传人得到了两件。
艾伦的女友罗娜在时装表演时，被信奉邪魔的惡僧侣擄走，赎回条件就是用伯爵的三件上帝武装交換人質。艾伦只得找兄弟飞鹰帮忙，此时飞鹰的三件上帝武装已经卖给了伯爵，他们不得不去伯爵府借。
伯爵最初不愿借出上帝武裝，因此艾伦潛入伯爵府以試圖偷出，但被抓获。飞鹰和伯爵说人情，向伯爵借用三件上帝武装的同时，愿意將邪魔陣營的另外两件上帝武装无偿獻給伯爵，伯爵最終才同意。
伯爵的女儿堅持要監視飞鹰和艾伦以上帝武裝營救人質的行動，因此也加入了营救罗娜的队伍。于是，飞鹰杰瑞、艾伦和玛丽一起組隊，参与救人和夺宝的行动。

## 主演
| 姓名              | 角色            | 粵語配音 | 备注                                                                             |
| ----------------- | --------------- | -------- | -------------------------------------------------------------------------------- |
| 成龙              | 亞洲飞鹰/陳廣生 | 鄧榮銾   | 前期和艾倫同为音乐组合成员，后因为和艾倫争夺女友罗娜失利而离开，成为文物发掘者。 |
| 谭咏麟            | 艾倫            | 朱子聰   | 音乐组合成员之一，同罗娜在一起。                                                 |
| 劳拉·福纳         | 美              | 龍寶鈿   | 亞洲飞鹰偷盗文物卖给的伯爵的女儿，欧洲女子射击亚军。                             |
| 关之琳            | 罗娜            | 盧素娟   | 艾倫和亞洲飞鹰喜欢的对象。艾倫的女友。                                           |
| Bozidar Smiljanic | 伯爵            | 金貴     | 美的父親，想收集全套上帝武裝。                                                   |

## 制作
1985年，《龙兄虎弟》在南斯拉夫拍摄时，成龙有一个镜头需要跳到树上並擺盪到石牆另一側，拍了两遍之后，成龙觉得落地时不够灵活並决定再拍，再一次重拍時，树枝卻被折斷，讓成龍的頭重摔在一块石头上，血从耳朵和鼻子喷出，成龙被立刻送到當地的医院，医生说必須要找世上最好的瑞士脑科医生开刀。:39
曾志伟急電邹文怀，邹文怀立刻联系瑞士医生，而那位瑞士医生正好在南斯拉夫讲学，並立即替成龙動了手术。:39七天后，成龙回到剧组，但头部半边因手術而被剃光了头发，于是劇組退回到香港，停拍一年。:43
此次受伤留下后遗症，导致成龙的耳朵听高音会痛且低音听不清。:43自从这一次之后，何冠昌规定成龙不能演会死的角色以避觸霉頭（例外的是1991年台灣電影《火燒島》），直到1998年何冠昌去世后，才打破这个规矩，在《新宿事件》和《大兵小将》里，成龍出演了因劇情需要而死的角色。:43
古堡豹子的镜头原本是成龙和谭咏麟的角色走到古堡里的豹皮地毯上，说：“这块地毯好漂亮！”然後豹子忽然站起来，吓两人一跳:46，但拍摄时，那只豹子猛然撲向成龙，差点咬到他的手指，试了几次都是如此，于是最終將情节修改为两人贴着墙绕过去。:46–47

## 電影歌曲
| 曲別   | 歌名                 | 作曲     | 填詞   | 編曲     | 演唱者       |
| ------ | -------------------- | -------- | ------ | -------- | ------------ |
| 主題曲 | 〈暴風女神 Lorelei〉 | 芹澤廣明 | 林振強 | 入江純   | 譚詠麟       |
| 插曲   | 〈午夜騎士〉         | 芹澤廣明 | 潘源良 | 大谷和夫 | 譚詠麟       |
| 插曲   | 〈朋友〉             | 芹澤廣明 | 向雪懷 | 入江純   | 成龍、譚詠麟 |

## 獎項
| 頒獎典禮            | 獎項         | 名單                   | 結果 |
| ------------------- | ------------ | ---------------------- | ---- |
| 第7屆香港電影金像獎 | 最佳動作指導 | 成家班、劉家榮、袁振洋 | 提名 |

## 外部連結
- 香港影庫上《龍兄虎弟》的資料（繁體中文）
- 開眼電影網上《龍兄虎弟》的資料（繁體中文）
- 时光网上《龍兄虎弟》的資料（简体中文）
- 豆瓣电影上《龍兄虎弟》的資料 （简体中文）
- 爛番茄上《龍兄虎弟》的資料（英文）
- AllMovie上《龍兄虎弟》的资料（英文）
- 互联网电影数据库（IMDb）上《龍兄虎弟》的资料（英文）